# جدول الأقسام (معلوماتية)
جدول الأقسام يختلف عن جدول القواسم

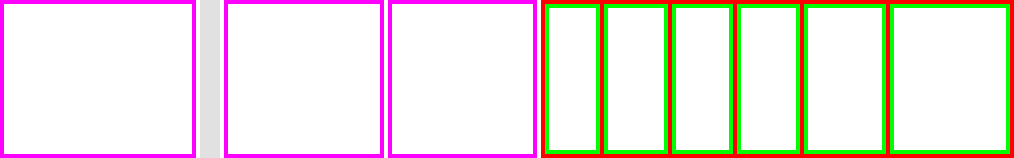
جدول الأقسام

جدول الأقسام (بالإنجليزية: partition table)‏ مستخدم في نظم الملفات Filesystems لاجهزة الحاسب الالي، القسم هو حجم محدد من القرص الصلب أو أي نوع من مخازن البيانات، وهذا القسم يعامل كوحدة بواسطة أي نظام تشغيل، وجدول الأقسام هو جدول محصن على القرص الصلب بواسطة نظام التشغيل ومهمته أن يصف الأقسام على هذا القرص، وتعبير «جدول الأقسام» أو «خريطة الأقسام» عادة ما يرتبط بما يسمى سجل الإقلاع الرئيسي Master Boot Record (MBR) على الأجهزة التي تدعم أو متوافقة مع أجهزة أي بي أم IBM PC compatibles، ولكنها بشكل عام يمكن أن تشير إلى أنواع أخرى من التشكيل (formats) الذي يقسم الأقراص أو المخازن إلى أقسام مثل طريقة جدول التقسيم ذو المعرفات الفريدة الشامل GUID Partition Table (GPT) وخريطة تقسيم ابل Apple partition map (APM)  وبي اس دي لتقسيم القرص BSD disklabel .